# Primeira aplicação das normas internacionais de contabilidade
A Primeira aplicação das normas internacionais de contabilidade (IFRS 1, no Brasil CPC 37) define, de forma geral, a data de transição para as Normas internacionais de contabilidade. A data de transição foi entre 1 de janeiro e 31 de dezembro de 2004.

## Divulgação do primeiroreporting
A aplicação da IFRS 1 depende de três fatores:
- da data de adoção das IFRS;
- do número de anos de informação comparativa que a empresa decide apresentar junto com as demonstrações contábeis do ano de adoção;
- da elaboração ou não de relatórios intermediários.

Assim, há a necessidade de comparação com os demonstrativos nos anos anteriores, adaptados às normas internacionais.